# Olga Valentinovna Korbut
Olga Valentinovna Korbut (sinh ngày 16 tháng 5 năm 1955) là một cựu vận động viên thể dục dụng cụ thi đấu cho Liên Xô, biệt danh là "Chim sẻ từ Minsk". Cô đã giành được bốn huy chương vàng và hai huy chương bạc tại Thế vận hội Olympic mùa hè năm 1972 và 1976 cho đội Liên Xô, và là người được vào Đại sảnh Danh vọng Thể dục dụng cụ Quốc tế đầu tiên vào năm 1988.
Korbut đã nghỉ thi đấu thể dục dụng cụ vào năm 1977 ở tuổi 22, được coi là nghỉ khi còn quá trẻ ở bộ môn thể dục dụng cụ của thời kỳ này. Ảnh hưởng và di sản của Korbut trong thể dục dụng cụ là rất rộng. Các buổi biểu diễn Olympic năm 1972 của Korbut được công nhận rộng rãi là đã định nghĩa lại thể dục dụng cụ, thay đổi môn thể thao từ nhấn mạnh việc múa ba lê và thanh lịch sang nhào lộn cũng như thay đổi quan điểm phổ biến về thể dục dụng cụ từ một môn thể thao cao cấp sang một trong những môn thể thao phổ biến nhất trên thế giới.

## Cuộc đời ban đầu
Korbut sinh ra tại thành phố Grodno thuộc Belarus (Liên Xô cũ). Sau Thế chiến thứ II, gia đình cô chuyển đến Grodno từ Dubniaki (một thị trấn nhỏ gần Kalinkavichy). Cô bắt đầu tập luyện thể dục dụng cụ từ năm 8 tuổi và vào trường thể thao Belarus, do huấn luyện viên Renald Knysh đứng đầu, vào năm 9 tuổi. Ban đầu ông thấy cô ấy "lười biếng và thất thường" nhưng ông cũng nhìn thấy ở cô tiềm năng ở tài năng tuyệt vời, cột sống dẻo dai khác thường và sự lôi cuốn của cô. Cùng với ông, cô đã được học một động tác nhào lộn về phía sau trên cầu thăng bằng rất khó và biểu diễn động tác này tại một cuộc thi ở Liên Xô vào năm 1969. Cùng năm đó, Korbut đã hoàn thành cú lộn bắt ngược (backflip-to-catch) trên bộ môn xà lệch; đây là động tác thả ngược đầu tiên từng được thực hiện bởi một phụ nữ trên xà.
Cô về thứ năm trong cuộc thi đầu tiên tại giải vô địch Liên Xô năm 1969, nơi cô được phép thi đấu khi mới 14 tuổi. Năm sau đó, cô tiếp tục giành được huy chương vàng bộ môn nhảy ngựa. Do bị ốm và chấn thương, cô không thể tham gia nhiều cuộc thi trước Thế vận hội Mùa hè 1972.

## Thế vận hội

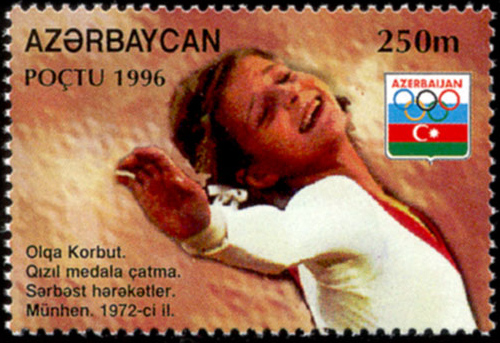
Olga Korbut tại Thế vận hội trên tem năm 1972 của Azerbaijan

Tại Thế vận hội Mùa hè 1972 ở München, những màn nhào lộn và thể dục dụng cụ đẳng cấp của Korbut đã mang lại cho cô nhiều danh tiếng. Cho đến ngày nay, động tác lộn ngược và lật Korbut vẫn rất phổ biến (nhà vô địch bộ môn xà ngang thế giới năm 2003, Phạm Diệp, đã thực hiện cả hai động tác này trong bài trình diễn của mình).
Trong kỳ Thế vận hội, Korbut luôn là một trong những ứng cử viên được yêu thích nhất sau màn thể hiện năng động của cô trong phần thi đồng đội. Tuy nhiên, cô đã không thể thực hiện được động tác khởi đầu ba lần trên xà và vuột mất danh hiệu về tay đồng đội của cô là Ludmilla Ivanovna Tourischeva. Mặc dù vậy, Korbut vẫn giành được ba huy chương vàng cho các bài tập cầu thăng bằng, bài tập trên sàn và phần thi đồng đội. Trong một vòng chung kết gây tranh cãi nhất mọi thời đại, cô giành được huy chương bạc ở nội dung xà lệch. Ở lần thực hiện đầu tiên của Korbut trong phần thi xà lệch, cô bị mắc nhiều lỗi khiến cô mất cơ hội để giành huy chương vàng Toàn năng. Ngày hôm sau, Korbut đã lặp lại cùng bài tập trong trận chung kết, lần này cô thực hiện thành công. Sau khi bảng điểm hiển thị điểm số 9,8, khán giả bắt đầu huýt sáo và la ó những lời không hay đối với các giám khảo để phản đối điểm số của cô, do thấy rằng điểm số của cô bị đánh giá quá thấp. Việc này diễn ra trong vài phút nhưng cuối cùng các giám khảo vẫn từ chối thay đổi điểm số của mình.
Korbut nổi tiếng nhất với các bài tập trên xà lệch và cầu thăng bằng, cùng các màn trình diễn đầy quyến rũ thu hút khán giả. Năm 1973, cô đoạt chức vô địch Thế vận hội dành cho sinh viên của Nga và Thế giới, đồng thời giành huy chương bạc Toàn năng tại Giải vô địch thể dục dụng cụ châu Âu.
Tại Thế vận hội Mùa hè 1976 tại Montreal, các huấn luyện viên và quan chức của Liên Xô đã nhận định Korbut là người có thể đánh bại Nadia Comăneci, tài năng trẻ người Romania. Tuy nhiên, Korbut bị chấn thương và các màn thể hiện của cô ở các trận đấu không tốt. Cô bị lu mờ không chỉ bởi Comăneci mà còn bởi chính đồng đội của mình, Nellie Vladimirovna Kim. Tuy nhiên, Korbut vẫn giành được huy chương vàng đồng đội và huy chương bạc cá nhân ở nội dung cầu thăng bằng.

## Cú lộn tử thần (Dead Loop)
Đây là một động tác nhào lộn trên xà lệch nổi tiếng của Olga Korbut. Động tác lộn ngược được thực hiện trên xà lệch, bắt đầu từ vị trí đứng trên thanh cao và sau đó bắt lại thành này từ dưới lên. Động tác này được đặt theo tên cô sau khi cô là người đầu tiên thực hiện kỹ năng này tại kỳ Thế vận hội München năm 1972 ở bộ môn xà lệch. Ngay sau màn trình diễn ấn tượng của cô, động tác này đã bị cấm sử dụng trong thể dục dụng cụ và không bao giờ được thực hiện trong các cuộc thi thể thao quốc tế cấp cao nữa. Điều này làm cho Olga Korbut trở thành người đầu tiên và duy nhất thực hiện động tác này tại một kỳ thi Olympic. Động tác này còn được biết đến với tên gọi 'Dead Loop' (Cú lộn tử thần) do mức độ nguy hiểm của nó.
Đầu năm 2022, Video clip về màn trình diễn động tác này của Korbut tại kỳ thế vận hội 1972 được chia sẻ nhanh chóng trên các trang mạng xã hội với hàng triệu lượt xem và bình luận.

## Di sản
Trong toàn bộ sự nghiệp của mình, Korbut đã giành được bốn huy chương vàng Olympic, được biết đến nhiều nhất với động tác nhào lộn mang tên mình. Cô cũng từng thực hiện được cú lật trên cầu thăng bằng 4", động tác vào từ tư thế ngồi bằng chân và sau thực hiện cú lật bằng chân.
Sau kỳ Olympic 1972, cô được gặp Tổng thống Hoa Kỳ Richard Nixon tại Nhà Trắng. Về cuộc gặp, Korbut nói: "Anh ấy nói với tôi rằng màn trình diễn của tôi ở Munich đã giúp giảm căng thẳng chính trị trong Chiến tranh Lạnh giữa hai nước chúng ta nhiều hơn những gì các đại sứ có thể làm được trong 5 năm.". Trong nỗ lực quảng bá thể dục dụng cụ trên toàn thế giới, cô đã góp phần tạo nên sự thay đổi rõ rệt bản sắc của chính môn thể thao này. Trước năm 1972, các vận động viên thể dục dụng cụ thường lớn tuổi hơn và tập trung vào thể hiện sự thanh lịch hơn là các động tác mạo hiểm. Trong suốt một thập kỷ sau màn trình diễn của Korbut tại Olympic, mục tiêu của bộ môn này đã bị đảo ngược hoàn toàn. Bằng huy chương vàng Thế vận hội năm 1972, mặc dù chỉ cao 4 ft 11 in (1,50 m) và nặng 82 pound (37 kg), Korbut đã trở thành ví dụ điển hình cho xu hướng chọn các vận động viên nữ nhỏ hơn và nhưng mạnh mẽ hơn trong môn thể thao này.
Thành tích tại kỳ Olympic 1972 của Korbut đã mang lại cho cô danh hiệu Nhân vật thể thao nước ngoài của năm của BBC và danh hiệu Vận động viên của năm trong lĩnh vực thể thao toàn cầu của ABC Sports. Trong một cuộc thăm dò ở Vương quốc Anh do kênh truyền hình Channel 4 thực hiện vào năm 2002, công chúng đã bình chọn "Olga Korbut quyến rũ thế giới" xếp ở vị trí thứ 46 trong danh sách 100 Khoảnh khắc thể thao vĩ đại nhất.

## Thành tích thi đấu
| Năm                               | Sự kiện                         | Đồng đội | Toàn năng | Thể dục dụng cụ | Xà lệch  | Cầu thăng bằng | Thể dục trên sàn |
| Giải trẻ                          | Giải trẻ                        | Giải trẻ | Giải trẻ  | Giải trẻ        | Giải trẻ | Giải trẻ       | Giải trẻ         |
| --------------------------------- | ------------------------------- | -------- | --------- | --------------- | -------- | -------------- | ---------------- |
| 1967                              | Giải vô địch trẻ Liên Xô        |          |           |                 |          |                |                  |
| Giải đấu cấp cao                  |                                 |          |           |                 |          |                |                  |
| 1969                              | Giải đấu giao hữu trẻ (Druzhba) |          |           |                 |          |                | 4                |
| 1969                              | Giải vô địch Liên Xô            |          | 5         |                 |          |                |                  |
| 1970                              | Cúp Chunichi                    |          |           |                 |          |                |                  |
| 1970                              | Giải đấu giao hữu trẻ (Druzhba) |          |           |                 | 4        |                |                  |
| 1970                              | Cúp Tokyo                       |          |           |                 |          |                |                  |
| 1970                              | Giải vô địch Liên Xô            |          | 15        |                 |          |                |                  |
| 1971                              | Cúp Chunichi                    |          |           |                 |          |                |                  |
| 1971                              | GDR-USSR Dual Meet              |          |           |                 |          |                |                  |
| 1971                              | JPN-USSR Dual Meet              |          |           |                 |          |                |                  |
| 1971                              | Giải vô địch Liên Xô            |          | 4         |                 |          |                |                  |
| 1972                              | Giải Quốc tế Riga               |          |           |                 |          |                |                  |
| 1972                              | USSR-FRG-CAN Tri-Meet           |          |           |                 |          |                |                  |
| 1972                              | USSR-TCH Dual Meet              |          |           |                 |          |                |                  |
| 1972                              | Giải vô địch Liên Xô            |          |           | 7               |          |                |                  |
| 1972                              | Cúp Liên Xô                     |          |           |                 |          |                |                  |
| 1972                              | Thế vận hội Mùa hè tại Munich   |          | 7         | 5               |          |                |                  |
| 1973                              |                                 |          |           |                 |          |                |                  |
| Giải vô địch châu Âu tại Luân Đôn |                                 |          |           |                 |          |                |                  |
| Giải Đại học mùa hè Moscow        |                                 |          |           |                 |          |                |                  |
| 1974                              | Giải vô địch Liên Xô            |          |           |                 |          |                |                  |
| 1974                              | Cúp Liên Xô                     |          | 4         |                 |          |                |                  |
| 1974                              | Giải vô địch thế giới Varna     |          |           |                 |          |                |                  |
| 1975                              | Giải vô địch Liên Xô            |          |           |                 | 6        |                | 6                |
| 1975                              | USSR Spartikade                 |          |           |                 |          |                |                  |
| 1976                              | Cúp Cộng hòa Nga trắng          |          |           |                 |          |                |                  |
| 1976                              | Cúp Liên Xô                     |          |           |                 |          |                |                  |
| 1976                              | Thế vận hội mùa hè tại Montreal |          | 5         |                 | 5        |                |                  |